# Leaning Water Tower

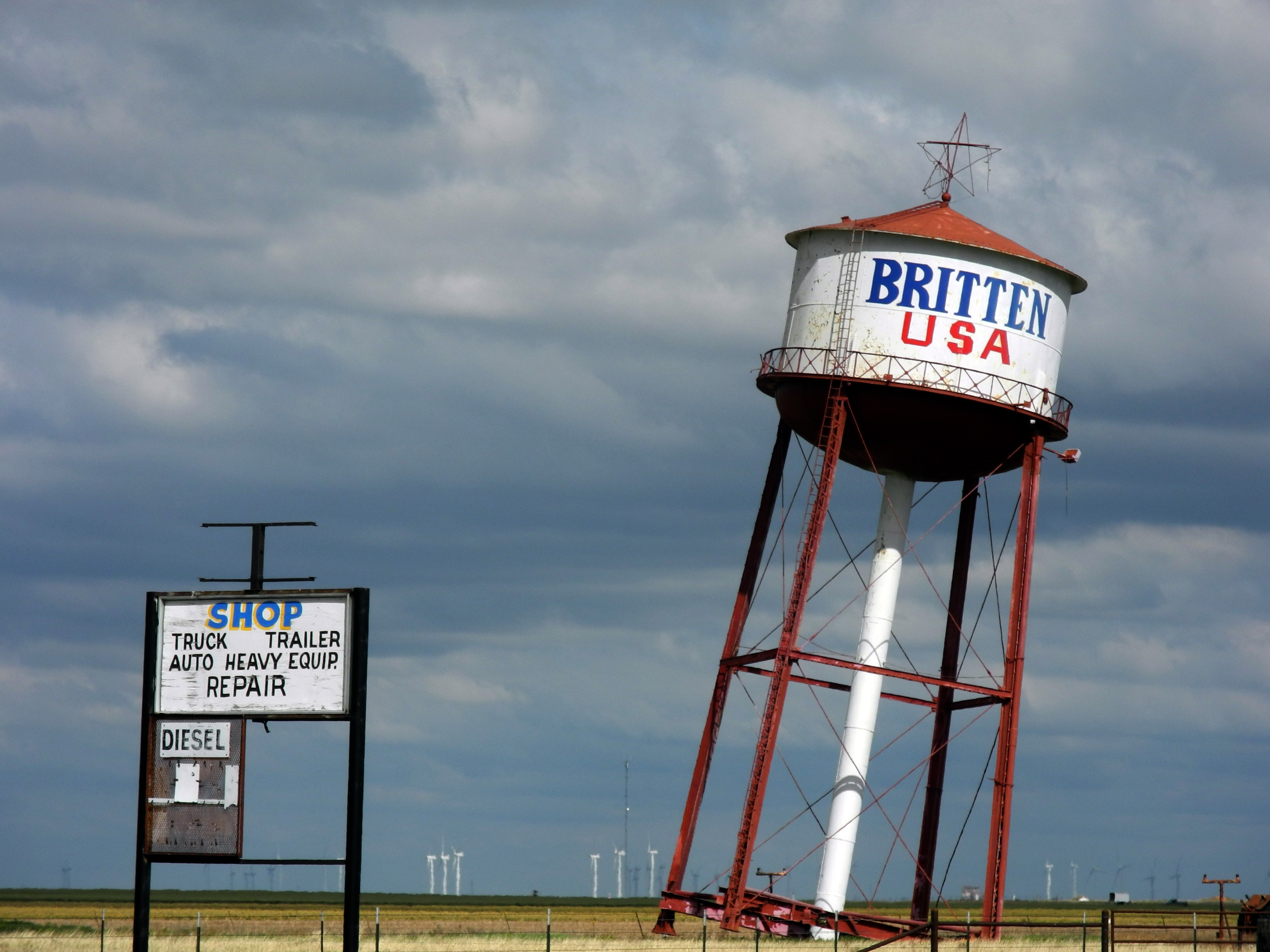
Leaning Water Tower, localizada na Route 66

A Leaning Water Tower é uma torre de água inclinada que serve como uma atração de beira de estrada e item decorativo ao longo da histórica Rota 66 dos Estados Unidos, em Groom, Texas. Algumas vezes chamada de Leaning Water Tower of Texas, a torre era originalmente uma torre de água em funcionamento que estava prevista para demolição, até que Ralph Britten a comprou e a mudou para servir como um anúncio para sua parada de caminhões e centro de informações turísticas. A parada de caminhões agora abordada ainda pode ser vista, afastada da estrada atrás da torre. Passou a não usada após um incêndio, a parada de caminhões não é utilizada há várias décadas.
Deliberadamente inclinada a um ângulo de aproximadamente 10 graus, a torre é um destino turístico popular. Há uma pequena estrada de cascalho no local para estacionar e tirar fotos. Durante a época de Natal, a cidade de Groom coloca uma grande estrela multicolorida no topo da torre. Imagens da torre de água são comuns nos livros de fotografia da Route 66.